# Pseudomyrmex simplex
Pseudomyrmex simplex är en myrart som först beskrevs av Smith 1877.  Pseudomyrmex simplex ingår i släktet Pseudomyrmex och familjen myror. Inga underarter finns listade i Catalogue of Life.

## Bildgalleri

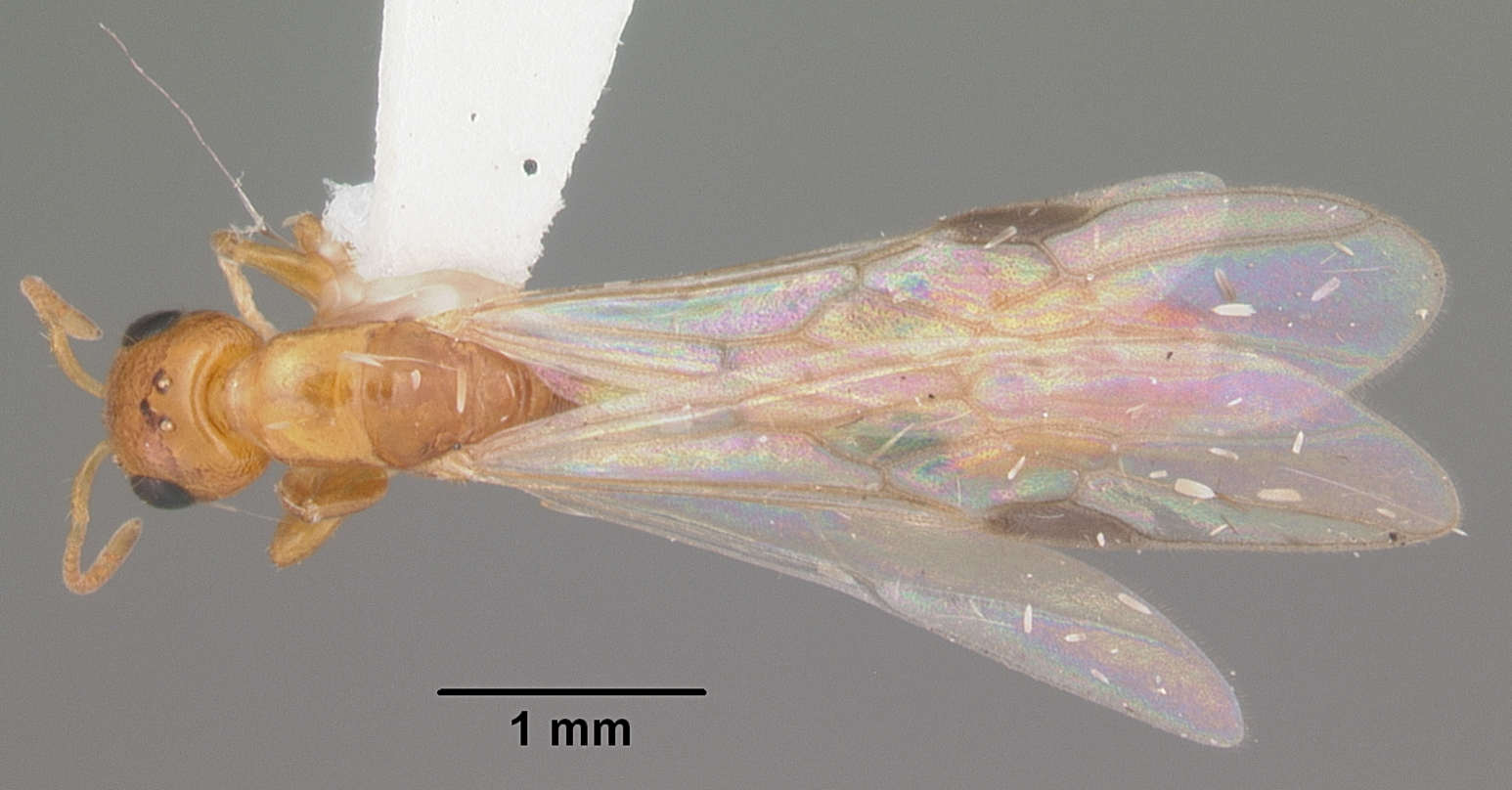
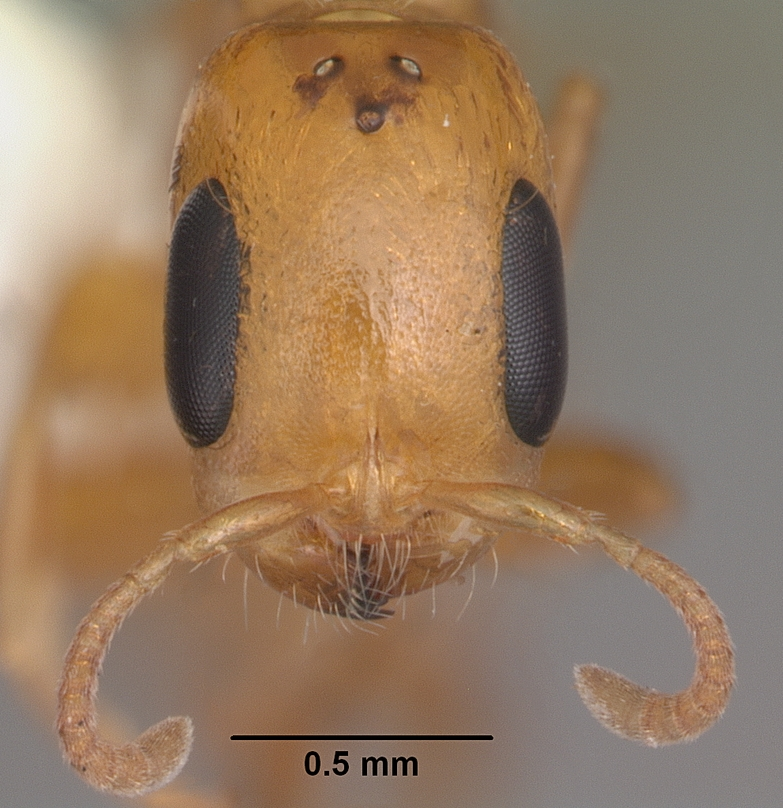
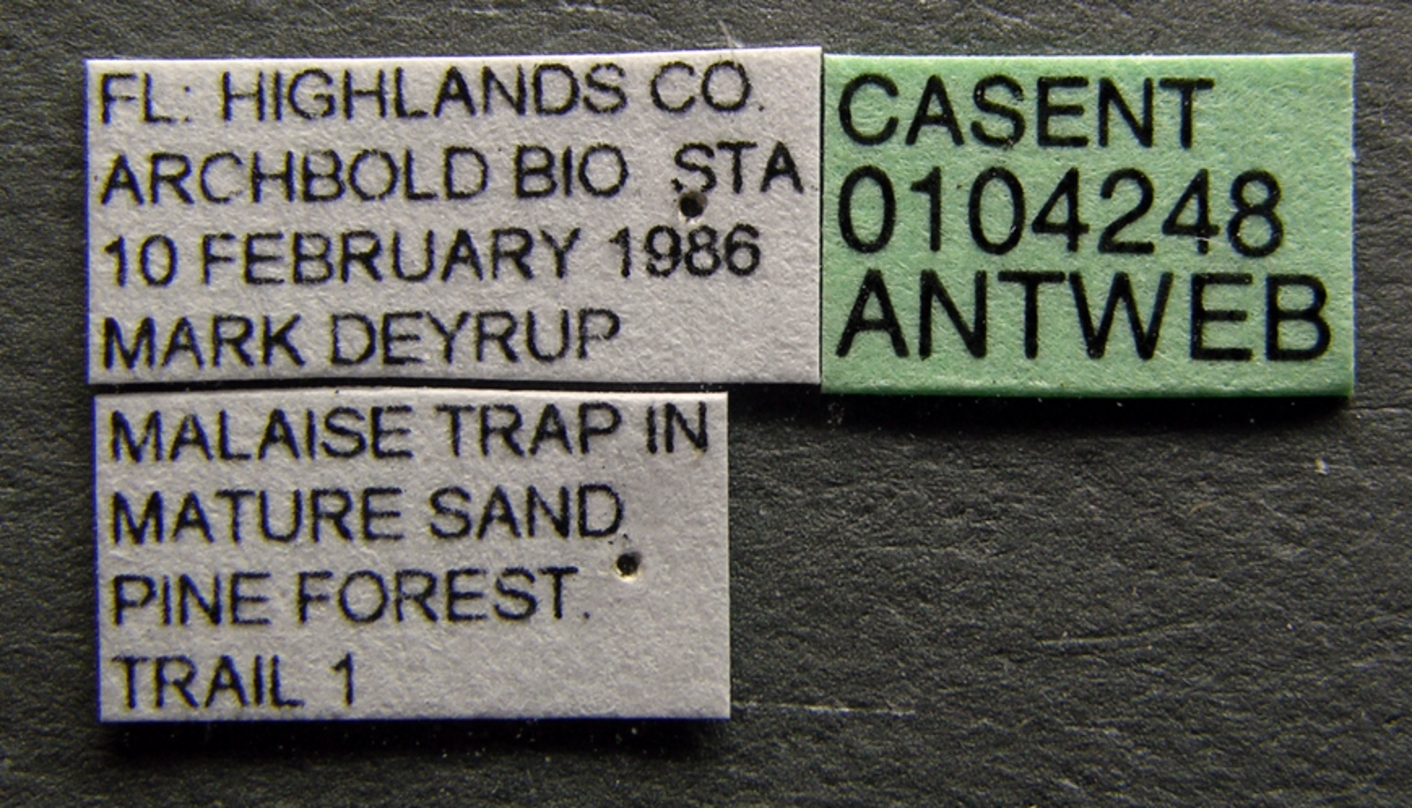
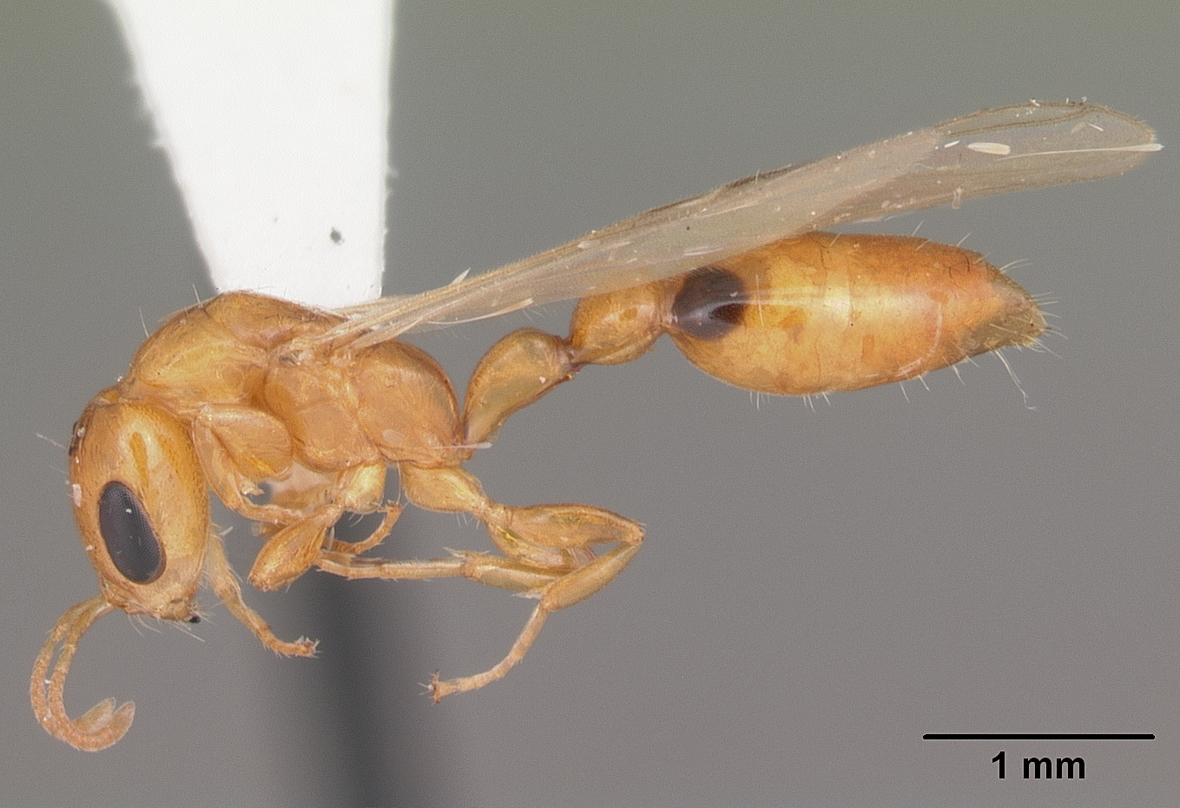
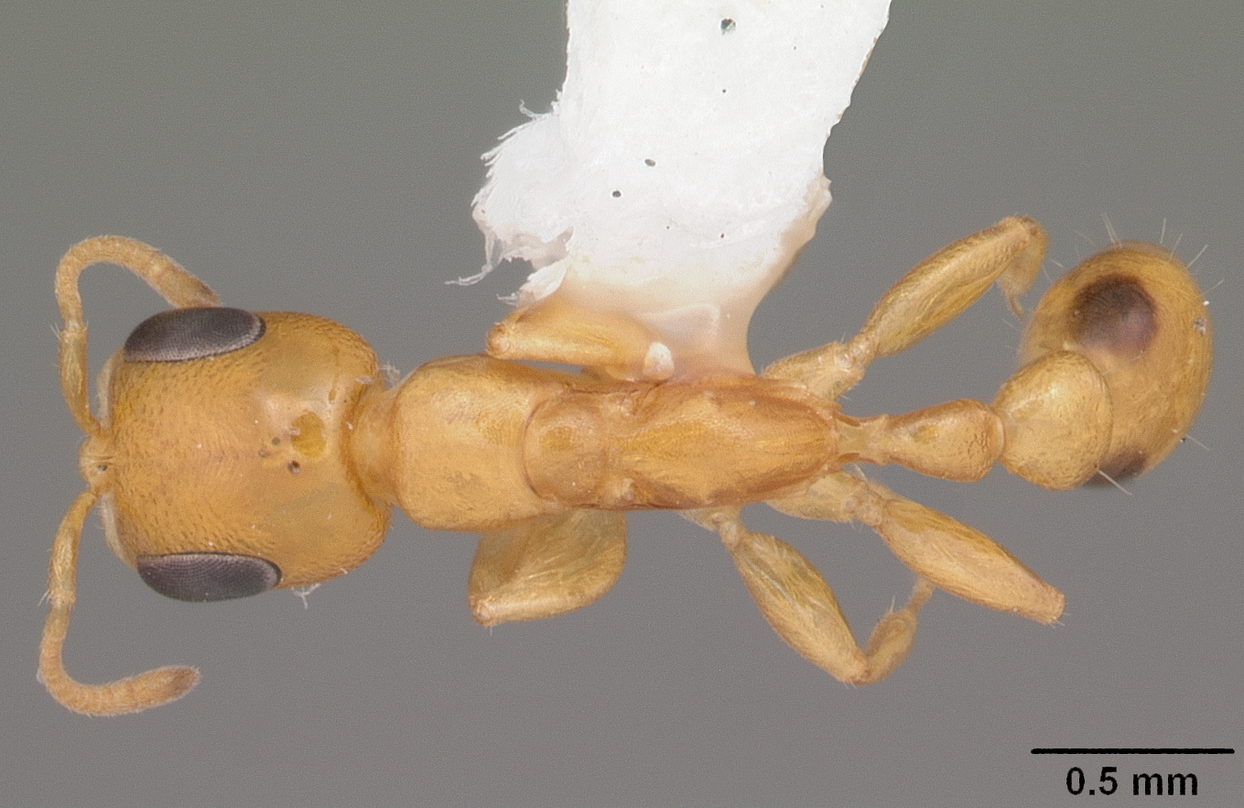
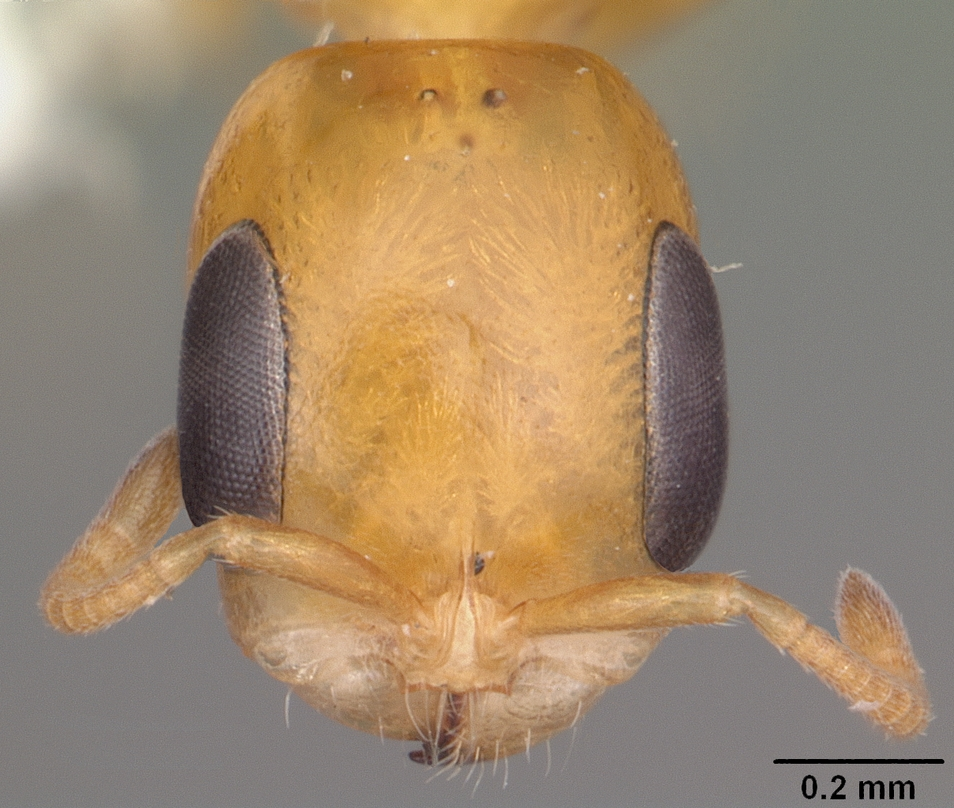